# Copa da Tanzânia de Futebol
A Nyerere Cup é o principal torneio eliminatório do futebol masculino de Tanzânia. O torneio foi criado em 1974, e o seu nome é em homenagem ao ex-presidente Julius Nyerere. É organizada pela Federação Tanzaniana de Futebol.

## Campeões
| 1974                               | JKU                   |
| 1975                               | Young Africans        |
| 1976                               | Rangers International |
| 1977                               | KMKM                  |
| 1978                               | Pan African           |
| 1979                               | Pan African           |
| 1980                               | Coastal Union         |
| 1981                               | Pan African           |
| 1982                               | KMKM                  |
| 1983                               | KMKM                  |
| 1984                               | Simba                 |
| 1985                               | Miembeni              |
| 1986                               | Miembeni              |
| 1987                               | Miembeni              |
| 1988                               | Coastal Union         |
| 1989                               | Pamba                 |
| 1990                               | Small Simba           |
| 1991                               | Railways              |
| 1992                               | Pamba                 |
| 1993                               | Malindi               |
| 1994                               | Young Africans        |
| 1995                               | Simba                 |
| 1996                               | Sigara                |
| 1997                               | Tanzania Stars        |
| 1998                               | Tanzania Stars        |
| 1999                               | Young Africans        |
| 2000                               | Simba                 |
| 2001                               | Polisi                |
| 2002                               | JKT Ruvu Stars        |
| não houve competição (2003-2015) . |                       |
| 2016                               | Young Africans        |
| 2017                               | Simba                 |
| 2018                               | Mtibwa Sugar          |
| 2019                               | Azam                  |
| 2020                               | Simba                 |